# 베른하르트 폰 바덴 변경백

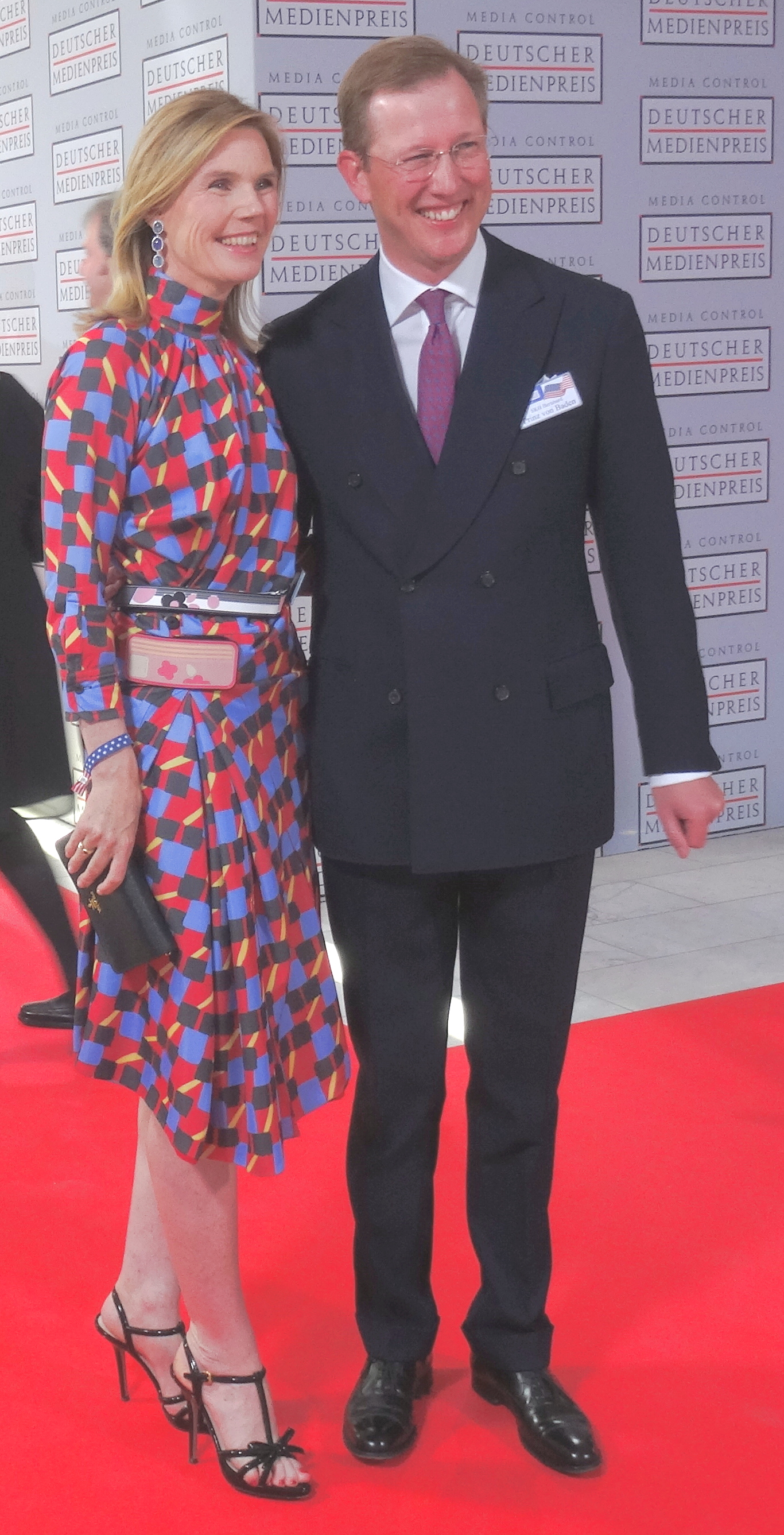
막시밀리안 폰 바덴 변경백

바덴 변경백 베른하르트(Bernhard, Margrave of Baden, 1970년 5월 27일 ~ )는 아버지 막시밀리안이 사망한 후 2022년 12월 29일부터 바덴 가문의 수장을 맡고 있다. 그는 영국의 찰스 3세 왕으로부터 해임된 사촌이다.